# ガイ・ファーランド
ガイ・ファーランド（Guy Ferland、1966年2月18日 - ）は、アメリカ合衆国の映画・テレビ監督である。

## 生い立ちと私生活
マサチューセッツ州ビバリーで生まれる。父は高校のバンドの教師であり、マサチューセッツ州ボストン・ポップス・オーケストラで演奏をしていた。

## キャリア
アルフレッド・ヒッチコックの1946年の映画『汚名』に影響されて映画製作者を目指し、南カリフォルニア大学の映画テレビ学部で映画製作を学び、1988年に卒業し、クリエイティヴ・アーティスツ・エージェンシーにインターンシップを行った。文学士号を得た3日後からジョエル・シュマッカーのアシスタントとなり、1994年までに『フラットライナーズ』、『愛の選択』、『フォーリング・ダウン』、『依頼人』などに参加した。1995年に『ベビーシッター』で監督、脚本家デビューする。1997年に監督作『17 セブンティーン』、1998年に監督・製作を務めた『配達人』が公開された。さらに1999年、アメリカン・ブロードキャスティング・カンパニーのテレビ映画『Our Guys: Outrage at Glen Ridge』でテレビ監督デビューした。2001年に『アフター・ザ・ストーム』、2002年にはテレビ映画『ダイナマイト・グラフティ』が公開され、後者によりデイタイム・エミー賞や全米監督協会賞を受賞した。
2004年の監督作『ダンシング・ハバナ』以降は、テレビシリーズを監督しており、『エド』、『Dr.HOUSE』、『NIP/TUCK マイアミ整形外科医』、『ザ・ユニット 米軍極秘部隊』、『プリズン・ブレイク』、『ダメージ』、『女捜査官グレイス 〜 天使の保護観察中』、『ザ・シールド ルール無用の警察バッジ』のエピソードを手掛けた。2008年以降は、『サンズ・オブ・アナーキー』、『ウォーキング・デッド』、『ストレイン 沈黙のエクリプス』、『イエローストーン』、『ナイト・エージェント』等を複数話監督している。